# 各国の公用語の一覧
各国の公用語の一覧は、国ごとの公用語をまとめた一覧。
| 目次 | 目次 | 目次 | 目次 | 目次 | 目次 | 目次 | 目次 | 目次 | 目次 | 目次 |
| ---- | ---- | ---- | ---- | ---- | ---- | ---- | ---- | ---- | ---- | ---- |
| ア   | イ   | ウ   | エ   | オ   |      | ハ   | ヒ   | フ   | ヘ   | ホ   |
| カ   | キ   | ク   | ケ   | コ   |      | マ   | ミ   | ム   | メ   | モ   |
| サ   | シ   | ス   | セ   | ソ   |      | ヤ   |      | ユ   |      | ヨ   |
| タ   | チ   | ツ   | テ   | ト   |      | ラ   | リ   | ル   | レ   | ロ   |
| ナ   | ニ   | ヌ   | ネ   | ノ   |      | ワ   |      | ヲ   |      | ン   |

## ア
アイスランド
- アイスランド語

 アイルランド
- アイルランド語（全土）
- 英語（全土）
- スコットランド語（ドネゴール：少数言語）

 アゼルバイジャン
- アゼルバイジャン語

 アフガニスタン
- ダリー語
- パシュトー語

 アメリカ合衆国
- 英語（アラバマ州、アラスカ州、アメリカ領サモア、アーカンソー州、カリフォルニア州、コロラド州、フロリダ州、ジョージア州、グアム、ハワイ州、イリノイ州、インディアナ州、アイオワ州、ケンタッキー州、ルイジアナ州、マサチューセッツ州、ミシシッピ州、ミズーリ州、モンタナ州、ネブラスカ州、ニューハンプシャー州、ニューメキシコ州、ノースカロライナ州、ノースダコタ州、北マリアナ諸島、プエルトリコ、サウスカロライナ州、サウスダコタ州、テネシー州、アメリカ領ヴァージン諸島、ユタ州、ヴァージニア州、ウェストヴァージニア州、ワイオミング州）
- カロリン語（北マリアナ諸島）
- サモア語（アメリカ領サモア）
- スペイン語（ニューメキシコ州、プエルトリコ）
- チャモロ語（グアム、北マリアナ諸島）
- ハワイ語（ハワイ州）
- フランス語（ルイジアナ州）

 アラブ首長国連邦
- アラビア語

 アルジェリア
- アラビア語
- ベルベル語

 アルゼンチン
- スペイン語

 アルバニア
- アルバニア語（トスク方言が基礎となっている）

 アルメニア
- アルメニア語

 アンゴラ
- ポルトガル語

 アンティグア・バーブーダ
- 英語

 アンドラ
- カタルーニャ語

## イ
イエメン
- アラビア語

 イギリス
- 国家レベルの公用語は規定がない（英語が事実上の公用語）
- ガーンジー島語（英語版）（ガーンジー）
- ジャージー島語（英語版）（ジャージー）
- アイルランド語（北アイルランド：少数言語）
- ウェールズ語（ウェールズ）
- 英語（アンギラ、バミューダ諸島、イギリス領インド洋地域、イギリス領ヴァージン諸島、ケイマン諸島、イングランド、フォークランド諸島、ジブラルタル、ガーンジー島、ジャージー島、モントセラト、北アイルランド、ピトケアン諸島、セントヘレナ、スコットランド、タークス・カイコス諸島、ウェールズ）
- コーンウォル語（コーンウォール：少数言語）
- スコットランド・ゲール語（スコットランド）
- スコットランド語（北アイルランド、スコットランド：少数言語）
- ピトケアン語（ピトケアン諸島）
- フランス語（ガーンジー島、ジャージー島）

 イスラエル
- ヘブライ語

 イタリア
- イタリア語（全土）
- カタルーニャ語（アルゲーロ）
- サルデーニャ語（サルデーニャ島）
- スロベニア語（フリウリ=ヴェネツィア・ジュリア州）
- ドイツ語（フリウリ=ヴェネツィア・ジュリア州、トレンティーノ=アルト・アディジェ州）
- フランス語（ヴァッレ・ダオスタ州）
- フリウリ語（フリウリ=ヴェネツィア・ジュリア州）
- ラディン語（トレンティーノ=アルト・アディジェ州）

 イラク
- アラビア語（全土）
- クルド語（クルド人自治区）

 イラン
- ペルシア語（ファールスィーとも）

 インド
- アッサム語（アッサム州）
- ウルドゥー語（ジャンムー・カシミール州）
- 英語（全土）
- オリヤー語（オリッサ州）
- カシミール語（ジャンムー・カシミール州）
- カンナダ語（カルナータカ州）
- グジャラート語（ダドラ及びナガル・アベリ連邦直轄地、ダマン・ディーウ連邦直轄領、グジャラート州）
- コンカニ語（ゴア）
- サンスクリット（全土）
- サンタリ語（ジャールカンド州）
- シンディー語（ジャンムー・カシミール州）
- タミル語（タミル・ナードゥ州、ポンディシェリ連邦直轄地）
- テルグ語（アーンドラ・プラデーシュ州）
- ドグリ語（ジャンムー・カシミール州）
- ネパール語（シッキム州）
- パンジャブ語（パンジャーブ州）
- ヒンディー語（全土）
- ベンガル語（トリプラ州、西ベンガル州）
- ボド語（アッサム州）
- マイティリ語（ビハール州）
- マニプール語（マニプル州）
- マラーティー語（マハラシュトラ州）
- マラヤーラム語（ケーララ州、ラクシャドウィープ）

 インドネシア
- インドネシア語

## ウ
ウガンダ
- 英語
- スワヒリ語

 ウクライナ
- ウクライナ語

 ウズベキスタン
- ウズベク語(全土)
- カラカルパク語(カラカルパク自治共和国)

 ウルグアイ
- スペイン語

## エ
エクアドル
- スペイン語

 エジプト
- アラビア語

 エスワティニ
- 英語
- スワジ語

 エストニア
- エストニア語

 エチオピア
- アムハラ語

 エリトリア
- アラビア語
- ティグリニャ語
- 英語

 エルサルバドル
- スペイン語

## オ
オーストラリア
- 英語

 オーストリア
- クロアチア語（ブルゲンラント州：連邦レベルでは少数言語）
- スロバキア語（少数言語）
- スロベニア語（シュタイアーマルク州：連邦レベルでは少数言語）
- チェコ語（少数言語）
- ドイツ語（全土）
- ハンガリー語（ブルゲンラント州：連邦レベルでは少数言語）
- ロマ語（少数言語）

 オマーン
- アラビア語

 オランダ
- オランダ語（全土）
- フリジア語（フリースラント州）

## カ
ガーナ
- 英語（全土：国語）
- アダングメ語（グレーター・アクラ州）
- エウェ語（ヴォルタ州）
- カセム語（アッパー・イースト州）
- ガ語（グレーター・アクラ州）
- ゴンジャ語（ノーザン州）
- ダガリ語（アッパー・ウエスト州）
- ダバニ語（ノーザン州）
- トウィ語 アサンテ方言（アシャンティ州）
- ンゼマ語（ウェスタン州）

 カーボベルデ
- カーボベルデ語
- ポルトガル語

 ガイアナ
- 英語

 カタール
- アラビア語

 カザフスタン
- カザフ語
- ロシア語

 カナダ
- 英語（全土）
- フランス語（全土）ケベック州ではフランス語のみが州の公用語
- イヌイナクトゥン語（ノースウェスト準州、ヌナブト準州）
- イヌクティトゥット語（ノースウェスト準州、ヌナブト準州）
- イヌヴィアルクトゥン語（ノースウェスト準州）
- グウィッチン語（ノースウェスト準州）
- クリー語（ノースウェスト準州）
- 北スレイビー語（ノースウェスト準州）
- 南スレイビー語（ノースウェスト準州）
- チペワイアン語（ノースウェスト準州）
- ドグリブ語（ノースウェスト準州）

 ガボン
- フランス語

 カメルーン
- 英語
- フランス語

 ガンビア
- 英語

 カンボジア
- クメール語

## キ
ギニア
- フラニ語（国語）
- フランス語

 ギニアビサウ
- ポルトガル語

 キプロス
- ギリシア語
- トルコ語

 キューバ
- スペイン語

 ギリシャ
- ギリシア語

 キリバス
- 英語
- キリバス語

 キルギス
- キルギス語
- ロシア語

## ク
グアテマラ
- スペイン語

 クウェート
- アラビア語

 グレナダ
- 英語

 クロアチア
- クロアチア語（全土）
- イタリア語（イストラ郡）

## ケ
ケニア
- 英語
- スワヒリ語

## コ
コートジボワール
- フランス語

 コスタリカ
- スペイン語

 コソボ
- アルバニア語（全土）
- セルビア語（全土）
- トルコ語（少数民族）
- ボスニア語（少数民族）
- ロマ語（少数民族）
- ゴーラ語（少数民族）

 コモロ
- アラビア語
- コモロ語
- フランス語

 コロンビア
- スペイン語

 コンゴ共和国
- フランス語

 コンゴ民主共和国
- フランス語

## サ
サウジアラビア
- アラビア語

 サモア
- 英語
- サモア語

 サントメ・プリンシペ
- ポルトガル語

 ザンビア
- 英語

 サンマリノ
- イタリア語

## シ
シエラレオネ
- 英語

 ジブチ
- アラビア語
- フランス語

 ジャマイカ
- 英語
- ジャマイカ・クレオール語

 ジョージア
- アブハズ語（アブハジア）
- オセット語（南オセチア）
- グルジア語（アブハジアと南オセチアを除く全土)

 シリア
- アラビア語

 シンガポール
- 英語
- タミル語
- 華語／中国語
- マレー語（国語）

 ジンバブエ
- 英語
- チェワ語
- チバルウェ語
- カランガ語
- コイサン語
- ナンビャ語
- ンダウ語
- 北ンデベレ語
- シャンガニ語
- ショナ語
- 手話
- ソト語
- トンガ語
- ツワナ語
- ヴェンダ語
- コサ語

## ス
スイス
- イタリア語（グラウビュンデン州、ティチーノ州）
- ドイツ語（アールガウ州、アッペンツェル・アウサーローデン準州、アッペンツェル・インナーローデン準州、バーゼル=ラント準州、バーゼル=シュタット準州、ベルン州、フリブール州、グラールス州、グラウビュンデン州、ルツェルン州、ニトヴァルデン準州、オプヴァルデン準州、ザンクト・ガレン州、シャフハウゼン州、シュヴィーツ州、ゾロトゥルン州、トゥールガウ州、ウーリ州、ヴァレー州、ツーク州、チューリヒ州）
- フランス語（ベルン州、フリブール州、ジュネーヴ州、ジュラ州、ヌーシャテル州、ヴァレー州、ヴォー州）
- ロマンシュ語（グラウビュンデン州）

 スウェーデン
- 国レベルの公用語は定めがない（スウェーデン語が事実上の公用語）
- メアンキエリ（イェリバーレ、ハパランダ、キルナ、パヤラ、オーベルトーネオ、周辺地域：少数言語）
- フィンランド語（イェリバーレ、ハパランダ、キルナ、パヤラ、オーベルトーネオ、周辺地域：少数言語）
- ロマ語（歴史的少数言語）
- サーミ語（アリェプログ、イェリバーレ、ヨックモック、キルナ、周辺地域：少数言語）
- イディッシュ語（歴史的少数言語）

 スーダン
- アラビア語
- 英語（南部）

 スペイン
- アラン語（カタルーニャ州）
- カタルーニャ語（バレアレス諸島州、カタルーニャ州）
- ガリシア語（ガリシア州）
- スペイン語（全土）
- バスク語（バスク州、ナバーラ州の一部）
- バレンシア語（バレンシア州）

 スリナム
- オランダ語

 スリランカ
- シンハラ語
- タミル語

 スロバキア
- スロバキア語

 スロベニア
- イタリア語（イゾラ市、コペル市、ピラン市）
- スロベニア語（全土：国語）
- ハンガリー語（ホドス市、レンダヴァ市）

## セ
セーシェル
- 英語
- フランス語

 赤道ギニア
- スペイン語
- フランス語
- ポルトガル語

 セネガル
- フランス語

 セルビア
- クロアチア語（ヴォイヴォディナ）
- スロバキア語（ヴォイヴォディナ）
- セルビア語（全土）
- ハンガリー語（ヴォイヴォディナ）
- ルーマニア語（ヴォイヴォディナ）
- パンノニア・ルシン語（ヴォイヴォディナ）

 セントクリストファー・ネイビス
- 英語

 セントビンセント・グレナディーン
- 英語

 セントルシア
- 英語

## ソ
ソマリア
- ソマリ語
- アラビア語

 ソマリランド
- ソマリ語
- アラビア語
- 英語

 ソロモン諸島
- 英語

## タ
タイ王国
- タイ語

 大韓民国
- 朝鮮語（韓国語）
- 韓国手話

 タジキスタン
- タジク語

 タンザニア
- 英語
- スワヒリ語

## チ
チェコ
- チェコ語

 チャド
- アラビア語
- フランス語

 中央アフリカ共和国
- フランス語
- サンゴ語（国語）

 中華人民共和国
- ウイグル語（新疆ウイグル自治区）
- カザフ語（イリ・ハザク自治州）
- タジク語（新疆ウイグル自治区タシュクルガン・タジク自治県）
- チベット語（チベット自治区）
- 朝鮮語（吉林省長白朝鮮族自治県、延辺朝鮮族自治州）
- チワン語（広西チワン族自治区）
- 中国語／普通話（全土）
- モンゴル語（内モンゴル自治区）

 中華民国
- 中国語／中華民国国語
- 台湾語
- 客家語
- 台湾原住民語

 チュニジア
- アラビア語

 朝鮮民主主義人民共和国
- 朝鮮語（文化語）

 チリ
- スペイン語

## ツ
ツバル
- ツバル語
- 英語

## テ
デンマーク
- カラーリット語（グリーンランド）
- デンマーク語（全土）
- フェロー語（フェロー諸島）

## ト
ドイツ
- デンマーク語（シュレスヴィヒ=ホルシュタイン州：少数言語）
- 上ソルブ語（ザクセン州：少数言語）
- 下ソルブ語（ブランデンブルク州：少数言語）
- ドイツ語（全土）
- フリジア語（シュレスヴィヒ=ホルシュタイン州：少数言語）

 トーゴ
- フランス語

 ドミニカ共和国
- スペイン語

 ドミニカ国
- 英語

 トリニダード・トバゴ
- 英語

 トルクメニスタン
- トルクメン語

 トルコ
- トルコ語

 トンガ
- 英語
- トンガ語

## ナ
ナイジェリア
- 英語

 ナウル
- 英語
- ナウル語

 ナミビア
- 英語

## ニ
ニカラグア
- スペイン語

 ニジェール
- フランス語

 西サハラ
- アラビア語
- スペイン語

 日本
- 日本語 - 事実上の公用語。法律では特に明示はしていないが、公文書は日本語で書かれ、裁判所法第74条には「裁判所では、日本語を用いる。」と定められ、学校教育でも日本語を「国語」としている。
- アイヌ語
- 琉球語

 ニュージーランド
- 英語（全土）
- トケラウ語（トケラウ）
- ニウエ語（ニウエ）
- マオリ語（全土）
- ニュージーランド手話

## ネ
ネパール
- ネパール語

## ノ
ノルウェー
- ノルウェー語（全土）
- サーミ語（カウトケイノ、カラショーク、コーフョルド、ネッセビィ、ソール=ヴァランゲル、ターナ）

## ハ
バーレーン
- アラビア語

 ハイチ
- ハイチ語
- フランス語

 パキスタン
- ウルドゥー語
- 英語

 バチカン市国
- ラテン語

 パナマ
- スペイン語

 バヌアツ
- 英語
- フランス語
- ビスラマ語

 バハマ
- 英語

 パプアニューギニア
- 英語
- トク・ピシン
- ヒリモツ語
- パプアニューギニア手話

 パラオ
- 英語（パラオ共和国憲法で国公用語と規定されている）
- パラオ語（パラオ共和国憲法で国公用語と規定されているほか、州憲法で州ごとにパラオ語の諸方言が州公用語として規定されている）
- 日本語（アンガウル州の州憲法により州公用語として規定されており、日本語を形式的な公用語として定めている唯一の事例）

 パラグアイ
- グアラニー語
- スペイン語

 バルバドス
- 英語

 パレスチナ
- アラビア語

 ハンガリー
- ハンガリー語

 バングラデシュ
- ベンガル語

## ヒ
東ティモール
- テトゥン語
- ポルトガル語

## フ
フィジー
- 英語
- ヒンドゥスターニー語
- フィジー語

 フィリピン
- 英語
- フィリピン語（国語）

 フィンランド
- フィンランド語（オーランド諸島を除く全土）
- スウェーデン語（全土：オーランド諸島ではスウェーデン語のみ）
- サーミ語（準公用語）

 ブータン
- ゾンカ語

 ブラジル
- ポルトガル語

 フランス
- フランス語（全土）
- タヒチ語（フランス領ポリネシア）

 ブルガリア
- ブルガリア語

 ブルキナファソ
- フランス語

 ブルネイ
- マレー語

 ブルンジ
- ルンディ語（全土）
- フランス語（全土）
- スワヒリ語（タンガニーカ湖周辺と首都ブジュンブラ）

## ヘ
ベトナム
- ベトナム語

 ベナン
- フランス語

 ベネズエラ
- スペイン語

 ベラルーシ
- ベラルーシ語
- ロシア語

 ベリーズ
- 英語

 ペルー
- アイマラ語
- ケチュア語
- スペイン語
- チャミクロ語

 ベルギー
- オランダ語
- フランス語
- ドイツ語

## ホ
ポーランド
- ポーランド語

 ボスニア・ヘルツェゴビナ
- クロアチア語
- セルビア語
- ボスニア語

 ボツワナ
- 英語
- ツワナ語（国語）

 ボリビア
- アイマラ語
- ケチュア語
- スペイン語
- グアラニー語

他33言語
 ポルトガル
- ポルトガル語
- ミランダ語

 ホンジュラス
- スペイン語

 香港
- 英語
- 中国語／広東語

## マ
マーシャル諸島
- 英語
- マーシャル語

 北マケドニア
- アルバニア語（29の地方自治体）
- セルビア語（チュチェル・サンデヴォ）
- トルコ語（4の地方自治体）
- マケドニア語（全土）
- ロマ語（シュト・オリザリ）

 マダガスカル
- フランス語
- マダガスカル語

 マラウイ
- チェワ語
- 英語

 マリ共和国
- フランス語

 マルタ
- 英語
- マルタ語

 マレーシア
- マレー語

 マカオ
- ポルトガル語
- 広東語

## ミ
ミクロネシア連邦
- 英語
- ウリシ語
- コスラエ語
- チューク語
- ポナペ語
- ヤップ語

 南アフリカ共和国
- アフリカーンス語
- ヴェンダ語
- 英語
- コサ語
- ズールー語
- スワジ語
- ツォンガ語
- ツワナ語
- ソト語
- 南ンデベレ語
- 北ソト語

 南スーダン
- 英語

 ミャンマー
- ビルマ語

## メ
メキシコ
- スペイン語

## モ
モーリシャス
- 英語
- フランス語

 モーリタニア
- アラビア語（国語）
- ウォロフ語（国語）
- ソニンケ語（国語）
- フラ語（国語）

 モザンビーク
- ポルトガル語

 モナコ
- フランス語

 モルディブ
- ディベヒ語

 モルドバ
- ウクライナ語（沿ドニエストル共和国）
- ガガウズ語（ガガウズ自治区）
- ルーマニア語
- ロシア語（ガガウズ自治区、沿ドニエストル共和国）

 モロッコ
- アラビア語
- ベルベル語

 モンテネグロ
- モンテネグロ語
- セルビア語
- アルバニア語
- ボスニア語
- クロアチア語

 モンゴル
- モンゴル語(全土)
- カザフ語(バヤン・ウルギー県)

## ヨ
ヨルダン
- アラビア語

## ラ
ラオス
- ラーオ語

 ラトビア
- ラトビア語

## リ
リトアニア
- リトアニア語

 リビア
- アラビア語

 リヒテンシュタイン
- ドイツ語

 リベリア
- 英語

## ル
ルーマニア
- ルーマニア語

 ルクセンブルク
- ドイツ語
- フランス語
- ルクセンブルク語

 ルワンダ
- 英語
- スワヒリ語
- フランス語
- ルワンダ語

## レ
レソト
- 英語
- ソト語

 レバノン
- アラビア語

## ロ
ロシア
- アディゲ語（アディゲ共和国）
- アルタイ語（アルタイ共和国）
- イディッシュ語（ユダヤ自治州）
- イングーシ語（イングーシ共和国）
- ウクライナ語（クリミア共和国）
- ウドムルト語（ウドムルト共和国）
- エヴェンキ語（エヴェンキ自治管区）
- エルジャ語（モルドヴィア共和国）
- オセット語（北オセチア共和国）
- カザフ語（アルタイ共和国）
- カバルド語（カバルダ・バルカル共和国）
- カラチャイ・バルカル語（カバルダ・バルカル共和国）
- カルムイク語（カルムイク共和国）
- カレリア語（カレリア共和国）
- クリミア・タタール語（クリミア共和国）
- コミ・ジリエーン語（コミ共和国）
- コミ・ペルミャク語（コミ・ペルミャク自治管区）
- コリャーク語（コリャーク自治管区）
- タタール語（タタールスタン共和国）
- チェチェン語（チェチェン共和国）
- チュヴァシ語（チュヴァシ共和国）
- チュクチ語（チュクチ自治管区）
- トゥヴァ語（トゥヴァ共和国）
- ドルガン語（タイミル自治管区）
- ネネツ語（ネネツ自治管区）
- ハカス語（ハカス共和国）
- バシキール語（バシコルトスタン共和国）
- ハンティ語（ハンティ・マンシ自治管区）
- ブリヤート語（アガ・ブリヤート自治管区、ブリヤート共和国、ウスチオルダ・ブリヤート自治管区）
- マリ語（マリ・エル共和国）
- マンシ語（ハンティ・マンシ自治管区）
- モクシャ語（モルドヴィア共和国）
- ヤクート語（サハ共和国）
- ロシア語（全土）